# 菅澤大我
菅澤 大我（すがさわ たいが、1974年6月30日 - ）は、東京都出身のサッカー指導者。

## 来歴
1996年、かつて自ら選手として所属していた読売サッカークラブユースのコーチに就任した。その後は指導者として、長く読売サッカークラブ・ヴェルディジュニアユースで若手育成を担当。同クラブでは森本貴幸、小林祐希、高木兄弟（高木俊幸、高木善朗、高木大輔）、高野光司らを発掘、育成してきた。
2006年、名古屋グランパスエイトのユースアカデミーU-15（U-13担当）に就任した。2008年はU-15監督を務め、日本クラブユースサッカー選手権 (U-15)大会で優勝した。2009年、京都サンガF.C.U-18 監督に就任した。同年の日本クラブユースサッカー選手権 (U-18)大会では準決勝進出。2010年、ジェフユナイテッド市原・千葉U-18コーチに就任し、2015年までトップチームヘッドコーチやU-15監督を歴任した。
2016年1月9日、ロアッソ熊本のユース監督に就任した。2017年より育成ダイレクター兼ユース総監督に就任。
2018年、ちふれASエルフェン埼玉監督に就任し2020年シーズンまで務めた。2021年　町田ゼルビアアカデミーダイレクターに就任。

## 所属クラブ
- 読売サッカークラブユース

## 指導歴
- 1996年 - 2005年 読売サッカークラブ / 東京ヴェルディ1969
  - 1996年 スクール コーチ
  - 1997年 ジュニアユース コーチ（U-13担当）
  - 1998年 ジュニア コーチ
  - 1999年 - 2001年 ヴェルディジュニア 監督
  - 2002年 ジュニアユース（U-13担当）
  - 2003年 - 2005年 ジュニアユース 監督
- 2001年　日本U-12選抜 監督
- 2006年 - 2008年 名古屋グランパスエイト
  - 2006年 ユースアカデミーU-15（U-13担当）
  - 2007年 ユースアカデミーU-15（U-14担当）
  - 2008年 育成普及部U-15 監督
- 2009年 京都サンガF.C.U-18 監督
- 2010年 - 2015年 ジェフユナイテッド市原・千葉
  - 2010年 - 2011年 U-18 コーチ
  - 2011年10月 - トップチーム ヘッドコーチ
  - 2012年 U-18 コーチ
  - 2013年 - 2014年 U-15 監督
  - 2015年 U-18 コーチ
- 2016年 - ロアッソ熊本
  - 2016年 ユース 監督
  - 2017年 育成ダイレクター兼ユース総監督
- 2018年 - 2020年 ちふれASエルフェン埼玉 監督

## 著書
- 広瀬統一共著「サッカー ボールを使ったフィジカルトレーニング」（ベースボール・マガジン社、2016年）ISBN 978-4583110868